# Cornetto (strumento musicale)
Il cornetto è uno strumento musicale della famiglia degli aerofoni, di forma ricurva e di sezione conica internamente, ma esternamente profilato (generalmente) a forma ottagonale, impiegato dal medioevo fino al periodo tardo barocco. L'esistenza dei cornetti in Europa è stata accertata fin dall'XI secolo, ma la loro massima diffusione si ebbe nei secoli XVI e XVII.

## Descrizione
(Girolamo Della Casa)
Questa è la descrizione del cornetto data da Girolamo Della Casa nel suo trattato sulle diminutioni (abbellimenti-variazioni) pubblicato a Venezia nel 1584. Ed è una delle descrizioni più interessanti e dettagliate pervenuteci da quel periodo, visto che il Della Casa è stato un virtuoso di questo strumento a fiato che ebbe la sua stagione d'oro tra Rinascimento e Barocco. Altre fonti scritte e soprattutto iconografiche ci mostrano con tutta chiarezza che la tecnica di imboccatura maggiormente usata nel periodo d'oro era una tecnica laterale: il bocchino veniva poggiato "nel canto della bocca", in genere al centro del lato destro delle labbra. L'effetto di questa tecnica non è stato ancora del tutto esplorato al giorno d'oggi, perché i cornettisti attuali preferiscono per lo più suonare col bocchino al centro o vicino al centro delle labbra.
Il timbro è molto affascinante e riesce a coniugare agilità e morbidezza di suono.
I cornetti componevano un'intera famiglia, normalmente di tre membri, cornetto soprano (diritto), con un'estensione dal sol2 al si4; cornetto muto, col tubo più sottile e più lungo di quello del precedente; cornetto torto, che era quello più usato e di sonorità più vigorosa. Questo cornetto era anche usato dalle guardie delle torri sia per indicare alcune ore del giorno, sia per segnalare qualche pericolo. Accanto ai cornetti summenzionati esistevano nel registro superiore il cornettino che andava dal re3 sino al sol5, e, nel registro inferiore, il cornone dal do1 al re3.

## Costruzione
Il cornetto è costruito da due assi di legno scavate separatamente che vengono fatte combaciare e poi tenute insieme da una guaina di pelle che seccando, oltre a tenerle unite, sigilla efficacemente le fessure tra le due metà. Lo strumento presenta sei fori anteriori ed uno posteriore. Il foro posteriore non è un foro portavoce, cioè non serve per facilitare l'emissione delle note della seconda e terza ottava, come accade nel flauto dritto e in altri strumenti aerofoni, ma solo per ottenere il La4. La seconda e terza ottava si producono agendo semplicemente sulla pressione del fiato e la tensione delle labbra, in maniera analoga al flauto traverso. Il bocchino, simile a quello della tromba, ma molto più piccolo, viene innestato nella sommità acuta del cono.